# Code du patrimoine
Lire en ligne

https://www.legifrance.gouv.fr/affichCode.do?cidTexte=LEGITEXT000006074236

Le code du patrimoine est un code français regroupant des dispositions de droit français concernant le patrimoine et certains services culturels. Les pouvoirs publics ont choisi de restreindre ce code au droit du patrimoine, plutôt que de créer un code de la culture, dans la mesure où le droit du patrimoine s'est considérablement enrichi et complexifié en quelques années. Il s'agit d'une codification à droit constant, c'est-à-dire que ce code est formé à partir de textes déjà existants : il ne s'agit donc que d'une classification.
Ce code donne une définition très large du patrimoine en son article L1 puisqu'il « s'entend, au sens du présent code, de l'ensemble des biens, immobiliers ou mobiliers, relevant de la propriété publique ou privée, qui présentent un intérêt historique, artistique, archéologique, esthétique, scientifique ou technique ». Selon l'exposé des motifs, ce code a le double intérêt d'inventorier tout le droit du patrimoine jusque-là dispersé et de le rendre accessible à tous.
La partie législative du code a été promulguée par l’ordonnance numéro 2004-178 du 20 février 2004, validée par l’article 78 de la loi du 9 décembre 2004, dans le cadre du mouvement de codification et de simplification du droit. La partie réglementaire a été promulguée par les décrets 2011-573 et 2011-574 du 24 mai 2011.

## Plan
Le code du patrimoine est divisé en sept livres thématiques (livres II à VI) et transversaux (livres I et VII) :
- Livre premier : Dispositions communes à l’ensemble du patrimoine culturel (régime de circulation, droit de préemption, dépôt légal, institutions chargées du patrimoine
- Livre II : Archives
- Livre III : Bibliothèques
- Livre IV : Musées
- Livre V : Archéologie
- Livre VI : Monuments historiques, sites patrimoniaux remarquables et qualité architecturale
- Livre VII : Dispositions relatives à l’outre-mer

## Textes remplacés
La publication de la partie législative du code du patrimoine a remplacé et abrogé plusieurs textes importants :
- la loi du 31 décembre 1913 sur les monuments historiques ;
- la loi du 27 septembre 1941 (loi Carcopino) portant réglementation des fouilles archéologiques ;
- la loi du 3 janvier 1979 sur les archives ;
- la loi du 20 juin 1992 relative au dépôt légal ;
- la loi du 17 janvier 2001 relative à l’archéologie préventive ;
- la loi du 4 janvier 2002 relative aux Musées de France.

Celle de la partie réglementaire a, de même, remplacé et abrogé une cinquantaine de décrets pris en application des lois en question.

## Modifications ultérieures
Le code du patrimoine a été notamment modifié dans sa partie législative par :
- l’ordonnance no 2005-1128 du 8 septembre 2005 réformant le régime des Monuments historiques ;
- la loi relative aux droits d’auteur et droits voisins dans la société de l’information (2006), en ce qui concerne le dépôt légal ;
- la loi n° 2008-696 du 15 juillet 2008 et par les décrets pris pour son application en 2009, en ce qui concerne les archives ;
- la loi n° 2016-925 du 7 juillet 2016 relative à la liberté de la création, à l'architecture et au patrimoine[1] ;
- l'ordonnance n° 2017-651 du 27 avril 2017 relative aux immeubles et objets mobiliers classés ou inscrits au titre des monuments historiques[2].

## Principes importants
- Principe d'inaliénabilité (art. L 451-5):

« Les biens constituant les collections des musées de France appartenant à une personne publique font partie de leur domaine public et sont, à ce titre, inaliénables. 
 Toute décision de déclassement d'un de ces biens ne peut être prise qu'après avis conforme d'une commission scientifique dont la composition et les modalités de fonctionnement sont fixées par décret. »

Ce principe permet notamment de garantir la pérennité des collections artistiques à travers le temps, et d'échapper à la variabilité et à la relativité des jugements esthétiques. Ce « principe d'inaliénabilité des collections publiques est de fait mis en œuvre dans tous les pays européens, ainsi qu'aux États-Unis dans les musées fédéraux ».
Voir aussi Muséum de Rouen#Affaire de la tête maori et Saartjie Baartman.